# Polska. Ikony architektury
Polska. Ikony architektury – wystawa prezentująca 20 obiektów w Polsce wzniesionych po 1989 roku, przełomowych dla polskiej architektury, wyróżniających się na tle czasów, wydarzeń i w rozumieniu odbiorców. Stworzona przez miesięcznik „Architekturę-Murator” we współpracy z Departamentem Promocji Ministerstwa Spraw Zagranicznych RP i przy wsparciu merytorycznym Stowarzyszenia Architektów Polskich. Jej głównym celem była promocja rodzimej architektury na świecie.
Wyboru najważniejszych realizacji dokonano w kilku etapach. 22 grudnia 2005 roku kolegium redakcyjne „Architektury-Murator” sporządziło listę 220 najbardziej znaczących obiektów, m.in. nagrodzonych w najważniejszych konkursach ogólnopolskich (Nagroda Roku SARP, Życie w Architekturze, Nagroda Ministra Infrastruktury), spośród których 3 stycznia 2006 wybrano 20 ikon.
Wystawa otwarta została 20 maja 2006 roku w Centrum Sztuki Współczesnej Zamek Ujazdowski. Po prezentacji w Warszawie włączona została do oferty promocyjnej Polski i pokazana w polskich instytutach i placówkach dyplomatycznych za granicą oraz w światowych muzeach, m.in. w Paryżu i Berlinie.

## Lista obiektów-ikon
| Architekt                                                                    | Obiekt | Obiekt                                                                                     | Lokalizacja          | Źródło |
| ---------------------------------------------------------------------------- | ------ | ------------------------------------------------------------------------------------------ | -------------------- | ------ |
| Erick van Egeraat associated architects                                      |        | Ambasada Królestwa Niderlandów                                                             | Warszawa             | [ 1 ]  |
| Marek Budzyński, Zbigniew Badowski z zespołem                                |        | Biblioteka Uniwersytetu Warszawskiego                                                      | Warszawa             | [ 1 ]  |
| medusa group                                                                 |        | Bolko_Loft / Mh1                                                                           | Bytom                | [ 1 ]  |
| Staniszkis Architekt                                                         |        | Budynek biurowy firmy Rodan System                                                         | Warszawa             | [ 1 ]  |
| Kulczyński Architekt                                                         |        | Centrum Artystyczne Fabryka Trzciny                                                        | Warszawa             | [ 1 ]  |
| Studio ADS, architekci Piotr Z.                                              |        | Centrum kulturalno-handlowe Stary Browar                                                   | Poznań               | [ 1 ]  |
| Arata Isozaki & Associates                                                   |        | Centrum Sztuki i Techniki Japońskiej Manggha                                               | Kraków               | [ 1 ]  |
| Jerzy Nowosielski, Bogdan Kotarba                                            |        | Cerkiew Greckokatolicka Narodzenia Przenajświętszej Bogurodzicy                            | Biały Bór            | [ 1 ]  |
| Atelier Loegler                                                              |        | Dom pogrzebowy „Brama do Miasta Zmarłych”                                                  | Kraków               | [ 1 ]  |
| nsMoonStudio                                                                 |        | Dom z gontu z trzema apartamentami                                                         | Kraków               | [ 1 ]  |
| KWK Promes                                                                   |        | Dom z Ziemi Śląskiej                                                                       | Katowice             | [ 1 ]  |
| Konior Studio                                                                |        | Gimnazjum i Liceum Ogólnokształcące im. Zbigniewa Herberta                                 | Warszawa             | [ 1 ]  |
| Andrzej Sołyga, Zdzisław Pidek, Marcin Roszczyk, DDJM Biuro Architektoniczne |        | Miejsce Pamięci – założenie pomnikowe na terenie byłego Hitlerowskiego Obozu Zagłady Żydów | Bełżec               | [ 1 ]  |
| Stanisław Niemczyk z zespołem                                                |        | Kościół pw. Jezusa Chrystusa Odkupiciela                                                   | Czechowice-Dziedzice | [ 1 ]  |
| Ingarden & Ewý Architekci                                                    |        | Pawilon Polski na Wystawie Światowej EXPO 2005                                             | Nagoja, Japonia      | [ 1 ]  |
| Atelier 2 Kucza-Kuczyński, Miklaszewski                                      |        | Sala Zgromadzeń, klasztor oo. Paulinów                                                     | Częstochowa          | [ 1 ]  |
| Bulanda, Mucha – Architekci                                                  |        | Siedziba BRE Banku S.A.                                                                    | Bydgoszcz            | [ 1 ]  |
| JEMS Architekci                                                              |        | Siedziba Wydawnictwa Agora S.A.                                                            | Warszawa             | [ 1 ]  |
| Dariusz Kozłowski, Wacław Stefański, Maria Misiagiewicz z zespołem           |        | Wyższe Seminarium Duchowne Zgromadzenia XX Zmartwychwstańców                               | Kraków               | [ 1 ]  |
| APA Kuryłowicz & Associates                                                  |        | Zespół mieszkaniowy A4 budynki A, B, C, D w osiedlu Eko-Park                               | Warszawa             | [ 1 ]  |